# Aspidogyne kuczynskii
Aspidogyne kuczynskii är en orkidéart som först beskrevs av Otto Porsch, och fick sitt nu gällande namn av Leslie Andrew Garay. Aspidogyne kuczynskii ingår i släktet Aspidogyne och familjen orkidéer. Inga underarter finns listade i Catalogue of Life.